# Blagovesta Mekki-Tzvetkova
Pour les articles homonymes, voir Mekki.
Blagovesta Mekki-Tzvetkova (en bulgare : Благовеста Мекки-Цветкова) est une chanteuse bulgare d'opéra, mezzo-soprano, soliste de l'Opéra de Sofia, Bulgarie.

## Biographie
Elle est enfant d'un mariage mixte de mère bulgare et père algérien.
Blagovesta Mekki a commencé sa carrière avec le Chœur des enfants de la Radio et la télévision nationale bulgare en tant que soliste. Elle a chanté sur les scènes de Londres (Albert Hall), Tokyo (Suntory Hall), Bonn, Paris, Cardiff, Genève, Berlin et d'autres.
Elle a fini son enseignement musicale supérieur et est diplômée en 1996 à l'Académie de musique d'État Pantcho Vladiguerov à Sofia et spécialisée chez Alexandrina Miltcheva. Elle a fait ses débuts en 1996 sur la scène du Théâtre musical à Sofia, avec le rôle d’Arsena de l'opérette Le Baron tzigane de Johann Strauss II. En 1998, elle fait ses débuts sur la scène de l'Opéra de Sofia, avec le rôle de Hänsel dans l’opéra Hänsel et Gretel d’Engelbert Humperdinck.
De 1998 à 2003, elle est première soliste à l'Opéra d'État de Stara Zagora et joué les rôles de: Hélène (dans La Belle Hélène de Jacques Offenbach), Hanna Glawari (dans La Veuve joyeuse de Franz Lehár), Zornitsa (dans Fou gidi de Parachkev Hadjiev), Muzetta (dans La Bohème de Giacomo Puccini), Cherubino (dans Les Noces de Figaro de W. A. Mozart), Carmen (dans Carmen de Georges Bizet), Silva (dans Princesse Czardas d’Imre Kálmán).
Depuis 2003, elle a eu de nombreux concerts et participations en Allemagne, Espagne, France, Émirats arabes unis, Liban, Algérie. Elle est soliste invitée à l’Orchestre philharmonique d'État de Sofia et dans des productions de l'Opéra Théâtre de Stara Zagora. À partir de 2007, elle travaille sur la scène de l'Opéra National de Sofia. Elle effectue les rôles de: Erda (dans L'Or du Rhin de Richard Wagner), La fille polovtsienne (dans Le Prince Igor d'Alexandre Borodine), La Princesse (dans Sœur Angélique de Giacomo Puccini), Zoïa (dans Tsar Kaloyan de Pantcho Vladiguerov), Hänsel (dans Hänsel et Gretel d’Engelbert Humperdinck) et autres.